# なげのあやか
なげのあやかは、日本の童謡歌手。第27回全国童謡歌唱コンクールグランプリ大会（大人部門）で銀賞を受賞。

## 来歴
東京音楽大学付属高等学校卒業、東京音楽大学器楽専攻卒業。
大学在学中に童謡に強く惹かれ、童謡歌手を志す。とりわけ心ひかれたのは福田和禾子と渋谷毅の作曲作品であった。声楽を國井道子に師事。
2012年、第27回全国童謡歌唱コンクール関東・甲信越ブロック決勝大会大人部門で最優秀賞。ブロック代表として11月3日にゆうぽうとで行われたグランプリ大会に進み、「ハトどけい」で銀賞を受賞。
コンサートやイベントへの出演・構成、学校公演、ネットでの配信活動などを行うほか、歌唱やボイストレーニングの講師を務める。
あこがれの渋谷毅とは2017年12月9日に初共演を果たした。2018年10月18日には福田和禾子メモリアルコンサートに渋谷毅、ひなたおさむとともに出演、コンサートの構成を担当した。

### かぼちゃの馬車音楽隊
東京音楽大学在学時、器楽専攻に在籍する4人で「うたとがっきの合奏団 かぼちゃの馬車音楽隊」を結成。各地でコンサート活動を行っている。

#### メンバー
- なげのあやか - ヴォーカル
- 篠塚恵子[21] - クラリネット
- 神津かおり[22] - ピアノ

#### 元メンバー
- 益子侑[23] - ヴァイオリン（2017年12月で卒業[20]）

## 評価
「なげのさんは歌うことが大好きなんだと思う。なんでもできるというのは褒め言葉にはならないかも知れないけれど、いっしょに演奏しているとそういいたくなってくる」（渋谷毅）

## 主な出演

### ステージ
- 2013/03/30 テレビ朝日『世界が愛した絵本』番組連動スペシャルイベント 親子ふれあいステージ（六本木ヒルズ・テレビ朝日 umu）[25] - 土屋朱帆と共演。
- 2013/07/28 夏いっぱい夢いっぱい！うたとがっきのファミリーコンサート（スクエア荏原）[26] - ※かぼちゃの馬車音楽隊
- 2013/10/26 あなん図書館まつり2013「大人のための絵本と朗読の夕べ～音楽にのせて～」（阿南市情報文化センター コスモホール）[27]
- 2014/03/29 ステラ・オーケストラ～女性演奏家が奏でる世界の名曲 心に響く優しいクラシック～（サントリーホールブルーローズ）[28] - 歌・司会、ステラオーケストラと共演
- 2014/09/27-28 テレビ朝日『世界が愛した絵本』番組連動スペシャルイベント 親子ふれあいステージ（六本木ヒルズ・テレビ朝日 umu）[29] - ※かぼちゃの馬車音楽隊
- 2014/11/01 あなん図書館まつり2014「えほんの世界がどんどんひろがるKid'sコンサート～みて！きいて！感じて！～」（阿南市情報文化センター コスモホール）[30] - ※かぼちゃの馬車音楽隊
- 2014/12/14 うたとがっきのファミリーコンサート クリスマスソングで世界旅行！（スクエア荏原）[31] - ※かぼちゃの馬車音楽隊
- 2015/05/04 うたとがっきのちいさな音楽会（グリムの森「グリムの館」）[32] - ※かぼちゃの馬車音楽隊
- 2015/09/26-27 テレビ朝日『世界が愛した絵本』番組連動スペシャルイベント 親子ふれあいステージ（六本木ヒルズ・テレビ朝日 umu）[33] - ※かぼちゃの馬車音楽隊
- 2015/11/03 第30回童謡こどもの歌コンクールグランプリ大会（EX THEATER ROPPONGI）[34] - 「音楽界で活躍するコンクール出身者」としてゲスト出演
- 2016/05/05 みどりいっぱい夢いっぱい！うたとがっきのファミリーコンサート（堺市立東文化会館）[35] - ※かぼちゃの馬車音楽隊
- 2016/06/25 うたと楽器の虹のファンタジー！（かつしかシンフォニーヒルズ）[36] - 田村麻理子と共演。※かぼちゃの馬車音楽隊
- 2016/08/28 NHK技研コンサート 夏休み親子で楽しむ演奏会（NHK放送技術研究所）[37] - 益子侑ほかと共演、司会と歌を担当。
- 2017/09/23 こどもクラシック おんがくの遊園地（かつしかシンフォニーヒルズ）[38] - 田村麻理子と共演。※かぼちゃの馬車音楽隊
- 2017/10/21 あなん図書館まつり2017「えほんの世界ファミリーコンサート」（阿南市情報文化センター コスモホール）[39] - ※かぼちゃの馬車音楽隊
- 2017/10/22 せたがや秋の音楽まつり（NHK放送技術研究所）[40] - 神津かおりと共演。
- 2017/12/09 おとなも楽しい童謡ライヴ（ギャラリー・スペース ことのは）[10][12][41] - 渋谷毅と初共演[11][42]。
- 2017/12/16 クリスマススペシャルコンサート（スクエア荏原）[43] - ※かぼちゃの馬車音楽隊
- 2018/04/27 しぶやさんといっしょ（アケタの店）[44][45] - ※ゲスト
- 2018/07/27 童謡誕生100周年記念「歌とダンスのスペシャルコンサート」（スクエア荏原）[46]
- 2018/07/29 おとなも楽しい童謡ライヴ vol.2（ギャラリー・スペース ことのは）[47][24] - 渋谷毅と共演。
- 2018/08/28 しぶやさんといっしょ（アケタの店）[48] - ※ゲスト
- 2018/10/18 福田和禾子メモリアル～福田和禾子楽曲で綴るコンサート『みらいくんとゆめみちゃん』（カワイ表参道 コンサートサロン「パウゼ」）[13][14][15][16][17][18][19] - 渋谷毅、ひなたおさむと共演。コンサートの構成を担当[3]。
- 2018/11/04 せたがや秋の音楽まつり（NHK放送技術研究所）[49] - 神津かおりと共演。
- 2018/12/09 渋谷毅×なげのあやか「おとなも楽しい童謡ライヴ ～ ニュージンジャークリスマス」（岩下の新生姜ミュージアム）[50][51][52][53][54][55][56][57][58]
- 2018/12/24 0歳からのクリスマススペシャルコンサート（亀山市文化会館大ホール）[59]
- 2019/09/02 せたがや秋の音楽まつり（NHK放送技術研究所）[60] - 神津かおりと共演。
- 2021/12/05 ファミリーコンサート 忍たま乱太郎キャラクターショー＆キッズコンサート（スクエア荏原）[61]
- 2022/12/11 すがも児童合唱団 創立30周年記念 シャボン玉コンサート ～野口雨情生誕140年・中山晋平没後70年記念～（あうるすぽっと）[62]
- 2022/12/24 うたとバレエのファミリーコンサート チャチャチャ♪おもちゃのファンタジー（とちぎ岩下の新生姜ホール）[63][64][65]
- 2023/06/29 飛び出すラジオ「週刊 福田和禾子」コンサート（古賀政男記念館けやきホール）[66] - 田中星児、小林真人と共演。
- 2023/08/30 飛び出すラジオ「週刊 福田和禾子」コンサート（鎌倉芸術館小ホール）[66] - 田中星児、小林真人、小野あつこと共演。

### ネット配信
- 童謡歌手＊なげのあやか YouTubeチャンネル - 2015年11月23日から、童謡の録音・録画やコンサート風景を配信[67]。2019年から、福田和禾子公式サイトのトップページ内「YouTubeコーナー」に本チャンネルの福田和禾子作品の動画が掲載されている[68]。2022年6月には山野さと子とのコラボを行った[69][70][71][72]。
- ツイキャス なげのあやか 童謡歌手 - 2021年2月2日から、『こどもの名歌集 童謡のすべて 全523曲』[73]を平日に毎日2～3曲ずつ弾き語りする「童謡のすべてチャレンジ」を実施[74]。

### その他
- 子どものためのクラシックコンサート（大分県教職員互助会）[75][76][77][78][79][80][81][82][83][84] - 2021年より、東京アーティスツ合奏団と共演。

## 掲載情報

### 寄稿
- 「『赤い鳥』から生まれた紙芝居の上演」『子どもの文化』2019年2月号（子どもの文化研究所）[85]
- 「福田和禾子メモリアルコンサートを終えて」『子どもの文化』2019年3月号（子どもの文化研究所）[3]

### 雑誌
- 座談会「イベントに魅せられて～参加者の楽しそうな笑顔が忘れられない」『EventBiz vol.7』（ピーオーピー）[86]

### CM
- 富士通かわさきアプリ篇[87]

### 註釈
1. ↑  同大会のこども部門で銀賞を受賞した斉藤花耶がなげのの歌唱で同曲を知って感銘を受け、4年後、同大会の大人部門に同曲で出場。金賞を受賞した。[5]